# Prodasineura delicatula
Prodasineura delicatula is een libellensoort uit de familie van de Protoneuridae, onderorde juffers (Zygoptera).
De wetenschappelijke naam van de soort is voor het eerst geldig gepubliceerd in 1930 door Lieftinck.